# 蒲生郡
- 令制国一覧 > 東山道 > 近江国 > 蒲生郡
- 日本 > 近畿地方 > 滋賀県 > 蒲生郡

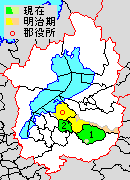
滋賀県蒲生郡の位置（1.日野町 2.竜王町 黄：明治期 薄黄：後に他郡に編入された区域 薄緑・水色：後に他郡から編入した区域）

蒲生郡（がもうぐん）は、滋賀県（近江国）の郡。
人口31,331人、面積162.15km²、人口密度193人/km²。（2025年4月1日、推計人口）
下記の2町を含む。
- 日野町（ひのちょう）
- 竜王町（りゅうおうちょう）

## 郡域
1879年（明治12年）に行政区画として発足した当時の郡域は、上記2町から日野町の一部（下駒月）を除き、下記を加えた区域にあたる。
- 近江八幡市の大部分（江頭町・十王町・小田町・野村町・佐波江町・丸の内町を除く）
- 東近江市の一部（五個荘清水鼻町および小脇町、中野町、昭和町、西中野町、東中野町、青葉町、春日町、幸町、東沖野、札の辻、尻無町、大森町、上大森町、瓜生津町、石谷町、一式町、市原野町、高木町、上二俣町、甲津畑町以南[1]）

## 歴史

### 近世以降の沿革
- 「旧高旧領取調帳」に記載されている明治初年時点での支配は以下の通り。●は村内に寺社領が、○は村内に寺社除地[2]が存在。（4町228村）

| 知行         | 知行                                             | 村数     | 村名 |
| ------------ | ------------------------------------------------ | -------- | --- |
| 幕府領       | 幕府領（大津代官所）                             | 3町 51村 | 弓削村、薬師村、南津田村、津田栄新田、大房新田、東畑中新田、小西新田、牧村新田、田中江十林寺新田、●○八幡町、比牟礼新田、梅原新田、洞覚院新田、林村（現・近江八幡市）、岩倉村、友定村、中屋村、小中村、八幡新田、山下新田、浦保新田、内野村、糠塚村、小脇村、今在家村、西古保志塚村、柏木村、下平木村、布施村、西生来村、綺田村、平林村、蒲生堂村、岡本村、三十坪村、下迫村、松尾町、●村井町、佐久良村、野出村、蓮花寺村、奥之池村、安部居村、奥師村、中之郷村、林村（現・日野町）、南村、下二俣村、瓜生津村、石谷村、一式村、高木村、池之脇村、市原野村、新出村 |
| 幕府領       | 幕府領（彦根藩預地）                             | 5村      | ●沖島村、中之庄村、北津田村、奥島村、王ノ浜村 |
| 幕府領       | 旗本領                                           | 43村     | 山中村、七里村、信濃村、池田村、小船木村、大房村、西鍛冶村、西出村、西畑中村、東畑中村、東中小路村、西中小路村、小西村、牧村、田中江村、十林寺村、北之庄村、○浅小井村、上平木村、東老蘇村、中羽田村、下羽田村、稲垂村、市子沖村、市子松井村、市子川原村、市子殿村、田井村、大森村、下麻生村、上麻生村、中山村、石原村、小谷村、小御門村、野口村、清水脇村、木津村、北畑村、寺尻村、原村、尻無村、下大森村 |
| 幕府領       | 幕府領・旗本領                                   | 9村      | 橋本村、古川村、浄土寺村、上畑村、下小房村、木村、横山村、大塚村、上大森村 |
| 藩領         | 大和郡山藩                                       | 20村     | 林村（現・東近江市）、駕輿丁村、島村、綾戸村、八木村、東村、船木村、寺内村、多賀村、西庄村、市井村、宇津呂村、●中村、倉橋部村、杉森村、大手村、香庄村、慈恩寺村、●常楽寺村、清水鼻村 |
| 藩領         | 近江西大路藩                                     | 17村     | 鏡村、山面村、岩井村、森尻村、安養寺村、西本郷村、桑実寺村、上豊浦村、下豊浦村、上小房村、外原村、鋳物師村、五反田村、大谷村、西大路村、小井口村、上駒月村 |
| 藩領         | 武蔵川越藩                                       | 18村     | 千僧供村、新巻村、武佐村、石寺村、寺村、宮川村、内池村、猫田村、別所村、野田村（現・日野町）、松尾山村、川原村、西明寺村、熊野村、平子村、南蔵王村、鎌掛村、甲津畑村 |
| 藩領         | 陸奥仙台藩                                       | 8村      | 中野村、金屋村、今堀村、小今在家村、蛇溝村、東古保志塚村、●石塔村、上羽田村 |
| 藩領         | 近江水口藩                                       | 1町 6村  | 新堂村、下南村、大窪町、北蔵王村、音羽村、仁本木村、○河原村 |
| 藩領         | 尾張名古屋藩                                     | 3村      | 山之上村、山本村、鳥居平村 |
| 藩領         | 山城淀藩                                         | 3村      | 長福寺村、芝原村、○土器村 |
| 藩領         | 丹後宮津藩                                       | 3村      | 中在寺村、小野村、庄村（現・日野町） |
| 藩領         | 近江宮川藩                                       | 1村      | 上迫村 |
| 藩領         | 近江山上藩                                       | 1村      | 上二俣村 |
| 藩領         | 上野前橋藩                                       | 1村      | 深山口村 |
| 藩領         | 讃岐丸亀藩                                       | 1村      | 野田村（現・近江八幡市） |
| 藩領         | 西大路藩・川越藩                                 | 2村      | 上田村、十禅師村 |
| 藩領         | 西大路藩・川越藩・名古屋藩                       | 1村      | 上野田村 |
| 藩領         | 西大路藩・名古屋藩                               | 1村      | 西川村 |
| 藩領         | 淀藩・川越藩                                     | 1村      | 鈴村 |
| 幕府領・藩領 | 幕府領（大津）・郡山藩                           | 1村      | 鷹飼村 |
| 幕府領・藩領 | 幕府領（大津）・郡山藩・淀藩                     | 1村      | 中小森村 |
| 幕府領・藩領 | 幕府領（大津）・西大路藩                         | 1村      | 須恵村 |
| 幕府領・藩領 | 幕府領（大津）・川越藩                           | 2村      | 川合村、増田村 |
| 幕府領・藩領 | 幕府領（大津）・宮津藩                           | 2村      | 小口村、葛巻村 |
| 幕府領・藩領 | 幕府領（彦根）・宮川藩                           | 2村      | 白部村、円山村 |
| 幕府領・藩領 | 幕府領（大津）・名古屋藩                         | 1村      | 田中村 |
| 幕府領・藩領 | 幕府領（大津）・和泉伯太藩                       | 2村      | 竹村、西宿村 |
| 幕府領・藩領 | 幕府領（大津）・旗本領・郡山藩・川越藩           | 1村      | 東横関村 |
| 幕府領・藩領 | 幕府領（大津）・旗本領・西大路藩                 | 1村      | 三津屋村 |
| 幕府領・藩領 | 幕府領（大津）・旗本領・西大路藩・川越藩         | 1村      | 川上村 |
| 幕府領・藩領 | 幕府領（大津）・旗本領・西大路藩・川越藩・山上藩 | 1村      | 宮井村 |
| 幕府領・藩領 | 幕府領（大津）・旗本領・西大路藩・淀藩           | 1村      | 御所内村 |
| 幕府領・藩領 | 幕府領（大津）・旗本領・川越藩                   | 1村      | 長光寺村 |
| 幕府領・藩領 | 幕府領（大津）・旗本領・川越藩・仙台藩           | 1村      | 北脇村 |
| 幕府領・藩領 | 幕府領（大津）・旗本領・川越藩・山上藩           | 1村      | 川守村 |
| 幕府領・藩領 | 幕府領（大津）・旗本領・仙台藩                   | 1村      | 西老蘇村 |
| 幕府領・藩領 | 旗本領・郡山藩                                   | 1村      | 東鍛冶村 |
| 幕府領・藩領 | 旗本領・西大路藩                                 | 1村      | ○西横関村 |
| 幕府領・藩領 | 旗本領・川越藩                                   | 2村      | 東川村、上南村 |
| 幕府領・藩領 | 旗本領・川越藩・宮津藩・山上藩                   | 1村      | 馬淵村 |
| 幕府領・藩領 | 旗本領・宮川藩                                   | 2村      | 庄村（現・東近江市）、土田村 |
| 幕府領・藩領 | 旗本領・名古屋藩                                 | 1村      | 岡屋村 |
| 幕府領・藩領 | 旗本領・丹後峰山藩                               | 1村      | 鵜川村 |
| その他       | 門跡領（随心院）                                 | 1村      | 九之里村 |
| その他       | 公家領（今出川家）・丸亀藩                       | 1村      | ●○長田村 |
| その他       | 寺社領                                           | 1村      | 須田村 |

- 慶応4年
  - 3月7日（1868年3月30日） - 大津代官所に大津裁判所が設置され、幕府領を管轄。
  - 6月4日 (旧暦)（1868年7月23日） - 戊辰戦争の処分により仙台藩が減封となり、郡内の領地が大津県の管轄となる。
  - 4月28日（1868年5月20日） - 大津裁判所の管轄地域が大津県の管轄となる。
- 明治3年
  - 2月 - 旗本領が大津県の管轄となる。
  - 10月 - 丸亀藩[18]領が大津県の管轄となる。
- 明治4年
  - 4月 - 彦根藩預地が大津県の管轄となる。
  - 7月14日（1871年8月29日） - 廃藩置県により、藩領が郡山県、西大路県、川越県、水口県、宮川県、名古屋県、淀県、宮津県、山上県、前橋県、伯太県、峰山県の管轄となる。
  - 10月 - 公家領・門跡領が大津県の管轄となる。
  - 11月2日（1871年12月13日） - 第1次府県統合により、宮津県・峰山県の管轄地域が豊岡県の管轄となる。
  - 11月14日（1871年12月25日） - 第1次府県統合により、川越県の管轄地域が入間県の管轄となる。
  - 11月22日（1872年1月2日） - 第1次府県統合により、全域が大津県の管轄となる。
- 明治5年（4町227村）
  - 1月19日（1872年2月27日） - 大津県が改称して滋賀県となる。
  - 浦保新田が下豊浦村に合併。
- 明治7年（1874年）（4町206村）
  - 常楽寺村の一部[19]が分立して上出村となる。
  - 津田栄新田が南津田村に、大房新田が大房村に、牧村新田が牧村に、梅原新田が北之庄村に、岩倉村が馬淵村に、八幡新田が常楽寺村に、山下新田が須田村にそれぞれ合併。
  - 東畑中新田・小西新田・西鍛冶村・西出村・西畑中村・東畑中村・東中小路村・西中小路村・小西村・寺内村・東鍛冶村が合併して加茂村となる。
  - 東古保志塚村・西古保志塚村が合併して市辺村となる。
  - 下迫村・上迫村が合併して迫村となる。
  - 清水脇村・五反田村が合併して清田村となる。
  - 大手村・九之里村が合併して金剛寺村となる。
  - 新堂村・下南村が合併して合戸村となる。
  - 3ヶ所存在した林村のうち2村が大林村（現・近江八幡市）、杉村（現・日野町）にそれぞれ改称。
  - 2ヶ所存在した野田村のうち1村（現・日野町）が改称して日田村となる。
  - 2ヶ所存在した庄村のうち1村（現・日野町）が改称して杣村となる。
  - 今在家村が今崎村に、小今在家村が小今村に、南村が柴原南村に、野口村が里口村に、河原村が日野河原村にそれぞれ改称。
- 明治8年（1875年）（4町203村）
  - 西生来村の一部が分立して南野村となる。
  - 田中江十林寺新田・十林寺村が田中江村に、比牟礼新田が円山村に、松尾山村が松尾町にそれぞれ合併。
- 明治9年（1876年） - 中山村の一部が分立して豊田村となる。（4町204村）
- 明治12年（1879年）（4町204村）
  - 5月16日 - 郡区町村編制法の滋賀県での施行により、行政区画としての蒲生郡が発足。郡役所を八幡北元町の本願寺八幡別院に設置。
  - 桑実寺村の一部[20]が分立して宮津村となる。
  - 王ノ浜村・白部村が合併して白王村となる。
- 明治15年（1882年） - 須田村が所属郡を変更・改称して神崎郡南須田村となる。（4町203村）

### 町村制以降の沿革

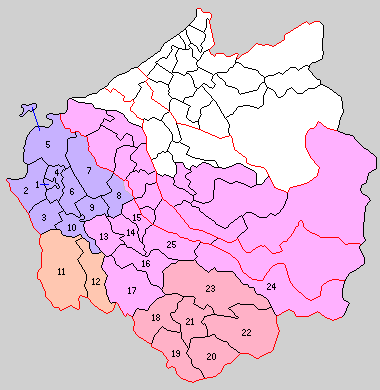
1.八幡町 2.岡山村 3.桐原村 4.宇津呂村 5.島村 6.金田村 7.安土村 8.老蘇村 9.武佐村 10.馬淵村 11.鏡山村 12.苗村 13.平田村 14.市辺村 15.中野村 16.桜川村 17.朝日野村 18.北比都佐村 19.南比都佐村 20.鎌掛村 21.日野町 22.西大路村 23.桜谷村 24.市原村 25.玉緒村（紫：近江八幡市 桃：東近江市 赤：日野町 橙：竜王町）

- 明治22年（1889年）4月1日 - 町村制の施行により、以下の町村が発足。（2町23村）
  - 八幡町（八幡町[21]が単独町制。現・近江八幡市）
  - 岡山村 ← 田中江村、加茂村、牧村、大房村、南津田村、船木村、小船木村（現・近江八幡市）
  - 桐原村 ← 中小森村、八木村、森尻村、古川村、安養寺村、池田村、東村、竹村（現・近江八幡市）
  - 宇津呂村 ← 大林村、中村、宇津呂村、市井村、多賀村、北之庄村、土田村（現・近江八幡市）
  - 島村 ← 奥島村、円山村、白王村、北津田村、中之庄村、長命寺村[22]、沖島村（現・近江八幡市）
  - 金田村 ← 金剛寺村、西本郷村、鷹飼村、上田村、杉森村、長田村、西庄村、浅小井村（現・近江八幡市）
  - 安土村 ← 常楽寺村、香庄村、慈恩寺村、中屋村、上出村、小中村、上豊浦村、宮津村、桑実寺村、下豊浦村（現・近江八幡市）
  - 老蘇村 ← 石寺村、内野村、東老蘇村、西老蘇村（現・近江八幡市）、清水鼻村（現・東近江市）
  - 武佐村 ← 武佐村、長光寺村、西宿村、御所内村、友定村、西生来村、南野村、野田村（現・近江八幡市）
  - 馬淵村 ← 馬淵村、東横関村、千僧供村、東川村、上畑村、倉橋部村、浄土寺村、新巻村、長福寺村（現・近江八幡市）
  - 鏡山村 ← 山中村、岡屋村、小口村、薬師村、七里村、鵜川村、橋本村、川上村、弓削村、須恵村、西川村、西横関村、鏡村、山面村（現・竜王町）
  - 苗村 ← 山之上村、岩井村、川守村、林村、庄村、信濃村、駕輿丁村、島村、綾戸村、田中村（現・竜王町）
  - 平田村 ← 上平木村、下平木村、柏木村、下羽田村、中羽田村、上羽田村（現・東近江市）
  - 市辺村 ← 市辺村、糠塚村、野口村[23]、三津屋村、布施村、蛇溝村（現・東近江市）
  - 中野村 ← 中野村、小脇村［一部[24]を除く］、今崎村、今堀村、小今村（現・東近江市）
  - 桜川村 ← 川合村、木村、稲垂村、下小房村、上小房村、寺村、綺田村、平林村、石塔村（現・東近江市）
  - 朝日野村 ← 市子沖村、市子松井村、市子川原村、市子殿村、上南村、合戸村、横山村、葛巻村、宮井村、外原村、宮川村、蒲生堂村、鈴村、大森村、田井村、大塚村、下麻生村、上麻生村、岡本村、鋳物師村（現・東近江市）
  - 北比都佐村 ← 猫田村、十禅師村[25]、内池村、山本村、小御門村、三十坪村、小谷村、石原村、増田村、中山村、豊田村、里口村（現・日野町）
  - 南比都佐村 ← 迫村、清田村、別所村、深山口村、上駒月村、甲賀郡下駒月村（現・日野町）
  - 鎌掛村（単独村制。現・日野町）
  - 日野町 ← 大窪町、村井町、松尾町、大谷村、上野田村、日田村、木津村、日野河原村、小井口村、寺尻村（現・日野町）
  - 西大路村 ← 西大路村、仁本木村、音羽村、北畑村、西明寺村、北蔵王村、南蔵王村、平子村、熊野村（現・日野町）
  - 桜谷村 ← 原村、川原村、杉村、杣村、小野村、奥師村、鳥居平村、中之郷村、佐久良村、奥之池村、安部居村、中在寺村、北脇村、蓮花寺村、野出村（現・日野町）
  - 市原村 ← 甲津畑村、池之脇村、上二俣村、高木村、市原野村、新出村、一式村、石谷村（現・東近江市）
  - 玉緒村 ← 芝原村、柴原南村、下二俣村、尻無村、下大森村、上大森村、土器村、瓜生津村（現・東近江市）
  - 金屋村および小脇村［一部[24]］が神崎郡八日市町の一部となる。
- 明治27年（1894年）5月12日 - 桜谷村が分割され、一部（原・川原・杉・杣・小野・奥師・鳥居平・中之郷・佐久良・奥之池）に東桜谷村が、残部（安部居・中在寺・北脇・蓮花寺・野出）に西桜谷村がそれぞれ発足。（2町24村）
- 明治31年（1898年）4月1日 - 郡制を施行。
- 大正12年（1923年）4月1日 - 郡会が廃止。郡役所は存続。
- 大正15年（1926年）7月1日 - 郡役所が廃止。以降は地域区分名称となる。
- 昭和8年（1933年）3月3日 - 宇津呂村が八幡町に編入。（2町23村）
- 昭和26年（1951年）4月1日 - 島村が八幡町に編入。（2町22村）
- 昭和27年（1952年）3月21日 - 中野村が神崎郡八日市町と合併し、改めて神崎郡八日市町が発足、郡より離脱。（2町21村）
- 昭和29年（1954年）（2町15村）
  - 3月31日 - 八幡町・岡山村・金田村・桐原村・馬淵村が合併して近江八幡市が発足し、郡より離脱。
  - 4月1日 - 安土村・老蘇村が合併して安土町が発足。
- 昭和29年（1954年）8月15日 - 平田村・市辺村・玉緒村が神崎郡御園村・建部村・八日市町と合併して八日市市が発足し、郡より離脱。（2町12村）
- 昭和30年（1955年）
  - 1月1日 - 安土町の一部（清水鼻）が神崎郡旭村・南五個荘村・北五個荘村と合併して神崎郡五個荘町が発足。
  - 3月16日 - 日野町・東桜谷村・西桜谷村・西大路村・鎌掛村・南比都佐村・北比都佐村が合併し、改めて日野町が発足。（2町6村）
  - 4月1日（3町3村）
    - 朝日野村・桜川村が合併して蒲生町が発足。
    - 市原村が神崎郡永源寺村と合併して神崎郡永源寺町が発足し、郡より離脱。

  - 4月29日 - 苗村・鏡山村が合併して竜王町が発足。（4町1村）
- 昭和33年（1958年）2月1日 - 武佐村が近江八幡市に編入。（4町）
- 平成18年（2006年）1月1日 - 蒲生町が東近江市に編入。（3町）
- 平成22年（2010年）3月21日 - 安土町が近江八幡市と合併し、改めて近江八幡市が発足、郡より離脱。（2町）

### 変遷表
| 明治以前         | 明治以前       | 明治初年 - 明治22年     | 明治22年 4月1日 町村制施行 | 明治22年 - 大正15年      | 昭和元年 - 昭和19年        | 昭和20年 - 昭和29年                  | 昭和20年 - 昭和29年        | 昭和30年 - 昭和64年                 | 平成元年 - 現在               | 現在       |
| ---------------- | -------------- | ----------------------- | -------------------------- | ------------------------ | -------------------------- | ------------------------------------ | -------------------------- | ----------------------------------- | ----------------------------- | ---------- |
| 八幡町           | 八幡町         | 八幡町                  | 八幡町                     | 八幡町                   | 八幡町                     | 八幡町                               | 昭和29年3月31日 近江八幡市 | 近江八幡市                          | 平成22年3月21日 近江八幡市    | 近江八幡市 |
| 林村             | 林村           | 明治7年 改称 大林村     | 宇津呂村                   | 宇津呂村                 | 昭和8年3月3日 八幡町に編入 | 八幡町                               | 昭和29年3月31日 近江八幡市 | 近江八幡市                          | 平成22年3月21日 近江八幡市    | 近江八幡市 |
| 中村             | 中村           | 中村                    | 宇津呂村                   | 宇津呂村                 | 昭和8年3月3日 八幡町に編入 | 八幡町                               | 昭和29年3月31日 近江八幡市 | 近江八幡市                          | 平成22年3月21日 近江八幡市    | 近江八幡市 |
| 宇津呂村         | 宇津呂村       | 宇津呂村                | 宇津呂村                   | 宇津呂村                 | 昭和8年3月3日 八幡町に編入 | 八幡町                               | 昭和29年3月31日 近江八幡市 | 近江八幡市                          | 平成22年3月21日 近江八幡市    | 近江八幡市 |
| 市井村           | 市井村         | 市井村                  | 宇津呂村                   | 宇津呂村                 | 昭和8年3月3日 八幡町に編入 | 八幡町                               | 昭和29年3月31日 近江八幡市 | 近江八幡市                          | 平成22年3月21日 近江八幡市    | 近江八幡市 |
| 多賀村           | 多賀村         | 多賀村                  | 宇津呂村                   | 宇津呂村                 | 昭和8年3月3日 八幡町に編入 | 八幡町                               | 昭和29年3月31日 近江八幡市 | 近江八幡市                          | 平成22年3月21日 近江八幡市    | 近江八幡市 |
| 北之庄村         | 北之庄村       | 明治7年 北之庄村        | 宇津呂村                   | 宇津呂村                 | 昭和8年3月3日 八幡町に編入 | 八幡町                               | 昭和29年3月31日 近江八幡市 | 近江八幡市                          | 平成22年3月21日 近江八幡市    | 近江八幡市 |
| 梅原新田         |                | 明治7年 北之庄村        | 宇津呂村                   | 宇津呂村                 | 昭和8年3月3日 八幡町に編入 | 八幡町                               | 昭和29年3月31日 近江八幡市 | 近江八幡市                          | 平成22年3月21日 近江八幡市    | 近江八幡市 |
| 土田村           | 土田村         | 土田村                  | 宇津呂村                   | 宇津呂村                 | 昭和8年3月3日 八幡町に編入 | 八幡町                               | 昭和29年3月31日 近江八幡市 | 近江八幡市                          | 平成22年3月21日 近江八幡市    | 近江八幡市 |
| 奥島村           | 奥島村         | 奥島村                  | 島村                       | 島村                     | 島村                       | 昭和26年4月1日 八幡町に編入          | 昭和29年3月31日 近江八幡市 | 近江八幡市                          | 平成22年3月21日 近江八幡市    | 近江八幡市 |
| 円山村           | 円山村         | 明治8年 円山村          | 島村                       | 島村                     | 島村                       | 昭和26年4月1日 八幡町に編入          | 昭和29年3月31日 近江八幡市 | 近江八幡市                          | 平成22年3月21日 近江八幡市    | 近江八幡市 |
| 比牟礼新田       |                | 明治8年 円山村          | 島村                       | 島村                     | 島村                       | 昭和26年4月1日 八幡町に編入          | 昭和29年3月31日 近江八幡市 | 近江八幡市                          | 平成22年3月21日 近江八幡市    | 近江八幡市 |
| 王ノ浜村         | 王ノ浜村       | 明治12年 白王村         | 島村                       | 島村                     | 島村                       | 昭和26年4月1日 八幡町に編入          | 昭和29年3月31日 近江八幡市 | 近江八幡市                          | 平成22年3月21日 近江八幡市    | 近江八幡市 |
| 白部村           |                | 明治12年 白王村         | 島村                       | 島村                     | 島村                       | 昭和26年4月1日 八幡町に編入          | 昭和29年3月31日 近江八幡市 | 近江八幡市                          | 平成22年3月21日 近江八幡市    | 近江八幡市 |
| 北津田村         | 北津田村       | 北津田村                | 島村                       | 島村                     | 島村                       | 昭和26年4月1日 八幡町に編入          | 昭和29年3月31日 近江八幡市 | 近江八幡市                          | 平成22年3月21日 近江八幡市    | 近江八幡市 |
| 中之庄村         | 中之庄村       | 中之庄村                | 島村                       | 島村                     | 島村                       | 昭和26年4月1日 八幡町に編入          | 昭和29年3月31日 近江八幡市 | 近江八幡市                          | 平成22年3月21日 近江八幡市    | 近江八幡市 |
| 沖島村           | 沖島村         | 沖島村                  | 島村                       | 島村                     | 島村                       | 昭和26年4月1日 八幡町に編入          | 昭和29年3月31日 近江八幡市 | 近江八幡市                          | 平成22年3月21日 近江八幡市    | 近江八幡市 |
| 田中江村         | 田中江村       | 明治8年 田中江村        | 岡山村                     | 岡山村                   | 岡山村                     | 岡山村                               | 昭和29年3月31日 近江八幡市 | 近江八幡市                          | 平成22年3月21日 近江八幡市    | 近江八幡市 |
| 田中江十林寺新田 |                | 明治8年 田中江村        | 岡山村                     | 岡山村                   | 岡山村                     | 岡山村                               | 昭和29年3月31日 近江八幡市 | 近江八幡市                          | 平成22年3月21日 近江八幡市    | 近江八幡市 |
| 十林寺村         |                | 明治8年 田中江村        | 岡山村                     | 岡山村                   | 岡山村                     | 岡山村                               | 昭和29年3月31日 近江八幡市 | 近江八幡市                          | 平成22年3月21日 近江八幡市    | 近江八幡市 |
| 東畑中新田       | 東畑中新田     | 明治7年 加茂村          | 岡山村                     | 岡山村                   | 岡山村                     | 岡山村                               | 昭和29年3月31日 近江八幡市 | 近江八幡市                          | 平成22年3月21日 近江八幡市    | 近江八幡市 |
| 小西新田         |                | 明治7年 加茂村          | 岡山村                     | 岡山村                   | 岡山村                     | 岡山村                               | 昭和29年3月31日 近江八幡市 | 近江八幡市                          | 平成22年3月21日 近江八幡市    | 近江八幡市 |
| 西鍛冶村         |                | 明治7年 加茂村          | 岡山村                     | 岡山村                   | 岡山村                     | 岡山村                               | 昭和29年3月31日 近江八幡市 | 近江八幡市                          | 平成22年3月21日 近江八幡市    | 近江八幡市 |
| 西出村           |                | 明治7年 加茂村          | 岡山村                     | 岡山村                   | 岡山村                     | 岡山村                               | 昭和29年3月31日 近江八幡市 | 近江八幡市                          | 平成22年3月21日 近江八幡市    | 近江八幡市 |
| 西畑中村         |                | 明治7年 加茂村          | 岡山村                     | 岡山村                   | 岡山村                     | 岡山村                               | 昭和29年3月31日 近江八幡市 | 近江八幡市                          | 平成22年3月21日 近江八幡市    | 近江八幡市 |
| 東畑中村         |                | 明治7年 加茂村          | 岡山村                     | 岡山村                   | 岡山村                     | 岡山村                               | 昭和29年3月31日 近江八幡市 | 近江八幡市                          | 平成22年3月21日 近江八幡市    | 近江八幡市 |
| 東中小路村       |                | 明治7年 加茂村          | 岡山村                     | 岡山村                   | 岡山村                     | 岡山村                               | 昭和29年3月31日 近江八幡市 | 近江八幡市                          | 平成22年3月21日 近江八幡市    | 近江八幡市 |
| 西中小路村       |                | 明治7年 加茂村          | 岡山村                     | 岡山村                   | 岡山村                     | 岡山村                               | 昭和29年3月31日 近江八幡市 | 近江八幡市                          | 平成22年3月21日 近江八幡市    | 近江八幡市 |
| 小西村           |                | 明治7年 加茂村          | 岡山村                     | 岡山村                   | 岡山村                     | 岡山村                               | 昭和29年3月31日 近江八幡市 | 近江八幡市                          | 平成22年3月21日 近江八幡市    | 近江八幡市 |
| 寺内村           |                | 明治7年 加茂村          | 岡山村                     | 岡山村                   | 岡山村                     | 岡山村                               | 昭和29年3月31日 近江八幡市 | 近江八幡市                          | 平成22年3月21日 近江八幡市    | 近江八幡市 |
| 東鍛冶村         |                | 明治7年 加茂村          | 岡山村                     | 岡山村                   | 岡山村                     | 岡山村                               | 昭和29年3月31日 近江八幡市 | 近江八幡市                          | 平成22年3月21日 近江八幡市    | 近江八幡市 |
| 牧村             | 牧村           | 明治7年 牧村            | 岡山村                     | 岡山村                   | 岡山村                     | 岡山村                               | 昭和29年3月31日 近江八幡市 | 近江八幡市                          | 平成22年3月21日 近江八幡市    | 近江八幡市 |
| 牧村新田         |                | 明治7年 牧村            | 岡山村                     | 岡山村                   | 岡山村                     | 岡山村                               | 昭和29年3月31日 近江八幡市 | 近江八幡市                          | 平成22年3月21日 近江八幡市    | 近江八幡市 |
| 大房村           | 大房村         | 明治7年 大房村          | 岡山村                     | 岡山村                   | 岡山村                     | 岡山村                               | 昭和29年3月31日 近江八幡市 | 近江八幡市                          | 平成22年3月21日 近江八幡市    | 近江八幡市 |
| 大房新田         |                | 明治7年 大房村          | 岡山村                     | 岡山村                   | 岡山村                     | 岡山村                               | 昭和29年3月31日 近江八幡市 | 近江八幡市                          | 平成22年3月21日 近江八幡市    | 近江八幡市 |
| 南津田村         | 南津田村       | 明治7年 南津田村        | 岡山村                     | 岡山村                   | 岡山村                     | 岡山村                               | 昭和29年3月31日 近江八幡市 | 近江八幡市                          | 平成22年3月21日 近江八幡市    | 近江八幡市 |
| 津田栄新田       |                | 明治7年 南津田村        | 岡山村                     | 岡山村                   | 岡山村                     | 岡山村                               | 昭和29年3月31日 近江八幡市 | 近江八幡市                          | 平成22年3月21日 近江八幡市    | 近江八幡市 |
| 船木村           | 船木村         | 船木村                  | 岡山村                     | 岡山村                   | 岡山村                     | 岡山村                               | 昭和29年3月31日 近江八幡市 | 近江八幡市                          | 平成22年3月21日 近江八幡市    | 近江八幡市 |
| 小船木村         | 小船木村       | 小船木村                | 岡山村                     | 岡山村                   | 岡山村                     | 岡山村                               | 昭和29年3月31日 近江八幡市 | 近江八幡市                          | 平成22年3月21日 近江八幡市    | 近江八幡市 |
| 大手村           | 大手村         | 明治7年 金剛寺村        | 金田村                     | 金田村                   | 金田村                     | 金田村                               | 昭和29年3月31日 近江八幡市 | 近江八幡市                          | 平成22年3月21日 近江八幡市    | 近江八幡市 |
| 九之里村         |                | 明治7年 金剛寺村        | 金田村                     | 金田村                   | 金田村                     | 金田村                               | 昭和29年3月31日 近江八幡市 | 近江八幡市                          | 平成22年3月21日 近江八幡市    | 近江八幡市 |
| 西本郷村         | 西本郷村       | 西本郷村                | 金田村                     | 金田村                   | 金田村                     | 金田村                               | 昭和29年3月31日 近江八幡市 | 近江八幡市                          | 平成22年3月21日 近江八幡市    | 近江八幡市 |
| 鷹飼村           | 鷹飼村         | 鷹飼村                  | 金田村                     | 金田村                   | 金田村                     | 金田村                               | 昭和29年3月31日 近江八幡市 | 近江八幡市                          | 平成22年3月21日 近江八幡市    | 近江八幡市 |
| 上田村           | 上田村         | 上田村                  | 金田村                     | 金田村                   | 金田村                     | 金田村                               | 昭和29年3月31日 近江八幡市 | 近江八幡市                          | 平成22年3月21日 近江八幡市    | 近江八幡市 |
| 杉森村           | 杉森村         | 杉森村                  | 金田村                     | 金田村                   | 金田村                     | 金田村                               | 昭和29年3月31日 近江八幡市 | 近江八幡市                          | 平成22年3月21日 近江八幡市    | 近江八幡市 |
| 長田村           | 長田村         | 長田村                  | 金田村                     | 金田村                   | 金田村                     | 金田村                               | 昭和29年3月31日 近江八幡市 | 近江八幡市                          | 平成22年3月21日 近江八幡市    | 近江八幡市 |
| 西庄村           | 西庄村         | 西庄村                  | 金田村                     | 金田村                   | 金田村                     | 金田村                               | 昭和29年3月31日 近江八幡市 | 近江八幡市                          | 平成22年3月21日 近江八幡市    | 近江八幡市 |
| 浅小井村         | 浅小井村       | 浅小井村                | 金田村                     | 金田村                   | 金田村                     | 金田村                               | 昭和29年3月31日 近江八幡市 | 近江八幡市                          | 平成22年3月21日 近江八幡市    | 近江八幡市 |
| 中小森村         | 中小森村       | 中小森村                | 桐原村                     | 桐原村                   | 桐原村                     | 桐原村                               | 昭和29年3月31日 近江八幡市 | 近江八幡市                          | 平成22年3月21日 近江八幡市    | 近江八幡市 |
| 八木村           | 八木村         | 八木村                  | 桐原村                     | 桐原村                   | 桐原村                     | 桐原村                               | 昭和29年3月31日 近江八幡市 | 近江八幡市                          | 平成22年3月21日 近江八幡市    | 近江八幡市 |
| 森尻村           | 森尻村         | 森尻村                  | 桐原村                     | 桐原村                   | 桐原村                     | 桐原村                               | 昭和29年3月31日 近江八幡市 | 近江八幡市                          | 平成22年3月21日 近江八幡市    | 近江八幡市 |
| 古川村           | 古川村         | 古川村                  | 桐原村                     | 桐原村                   | 桐原村                     | 桐原村                               | 昭和29年3月31日 近江八幡市 | 近江八幡市                          | 平成22年3月21日 近江八幡市    | 近江八幡市 |
| 安養寺村         | 安養寺村       | 安養寺村                | 桐原村                     | 桐原村                   | 桐原村                     | 桐原村                               | 昭和29年3月31日 近江八幡市 | 近江八幡市                          | 平成22年3月21日 近江八幡市    | 近江八幡市 |
| 池田村           | 池田村         | 池田村                  | 桐原村                     | 桐原村                   | 桐原村                     | 桐原村                               | 昭和29年3月31日 近江八幡市 | 近江八幡市                          | 平成22年3月21日 近江八幡市    | 近江八幡市 |
| 東村             | 東村           | 東村                    | 桐原村                     | 桐原村                   | 桐原村                     | 桐原村                               | 昭和29年3月31日 近江八幡市 | 近江八幡市                          | 平成22年3月21日 近江八幡市    | 近江八幡市 |
| 竹村             | 竹村           | 竹村                    | 桐原村                     | 桐原村                   | 桐原村                     | 桐原村                               | 昭和29年3月31日 近江八幡市 | 近江八幡市                          | 平成22年3月21日 近江八幡市    | 近江八幡市 |
| 馬淵村           | 馬淵村         | 明治7年 馬淵村          | 馬淵村                     | 馬淵村                   | 馬淵村                     | 馬淵村                               | 昭和29年3月31日 近江八幡市 | 近江八幡市                          | 平成22年3月21日 近江八幡市    | 近江八幡市 |
| 岩倉村           |                | 明治7年 馬淵村          | 馬淵村                     | 馬淵村                   | 馬淵村                     | 馬淵村                               | 昭和29年3月31日 近江八幡市 | 近江八幡市                          | 平成22年3月21日 近江八幡市    | 近江八幡市 |
| 東横関村         | 東横関村       | 東横関村                | 馬淵村                     | 馬淵村                   | 馬淵村                     | 馬淵村                               | 昭和29年3月31日 近江八幡市 | 近江八幡市                          | 平成22年3月21日 近江八幡市    | 近江八幡市 |
| 千僧供村         | 千僧供村       | 千僧供村                | 馬淵村                     | 馬淵村                   | 馬淵村                     | 馬淵村                               | 昭和29年3月31日 近江八幡市 | 近江八幡市                          | 平成22年3月21日 近江八幡市    | 近江八幡市 |
| 東川村           | 東川村         | 東川村                  | 馬淵村                     | 馬淵村                   | 馬淵村                     | 馬淵村                               | 昭和29年3月31日 近江八幡市 | 近江八幡市                          | 平成22年3月21日 近江八幡市    | 近江八幡市 |
| 上畑村           | 上畑村         | 上畑村                  | 馬淵村                     | 馬淵村                   | 馬淵村                     | 馬淵村                               | 昭和29年3月31日 近江八幡市 | 近江八幡市                          | 平成22年3月21日 近江八幡市    | 近江八幡市 |
| 倉橋部村         | 倉橋部村       | 倉橋部村                | 馬淵村                     | 馬淵村                   | 馬淵村                     | 馬淵村                               | 昭和29年3月31日 近江八幡市 | 近江八幡市                          | 平成22年3月21日 近江八幡市    | 近江八幡市 |
| 浄土寺村         | 浄土寺村       | 浄土寺村                | 馬淵村                     | 馬淵村                   | 馬淵村                     | 馬淵村                               | 昭和29年3月31日 近江八幡市 | 近江八幡市                          | 平成22年3月21日 近江八幡市    | 近江八幡市 |
| 新巻村           | 新巻村         | 新巻村                  | 馬淵村                     | 馬淵村                   | 馬淵村                     | 馬淵村                               | 昭和29年3月31日 近江八幡市 | 近江八幡市                          | 平成22年3月21日 近江八幡市    | 近江八幡市 |
| 長福寺村         | 長福寺村       | 長福寺村                | 馬淵村                     | 馬淵村                   | 馬淵村                     | 馬淵村                               | 昭和29年3月31日 近江八幡市 | 近江八幡市                          | 平成22年3月21日 近江八幡市    | 近江八幡市 |
| 武佐村           | 武佐村         | 武佐村                  | 武佐村                     | 武佐村                   | 武佐村                     | 武佐村                               | 武佐村                     | 昭和33年2月1日 近江八幡市に編入     | 平成22年3月21日 近江八幡市    | 近江八幡市 |
| 長光寺村         | 長光寺村       | 長光寺村                | 武佐村                     | 武佐村                   | 武佐村                     | 武佐村                               | 武佐村                     | 昭和33年2月1日 近江八幡市に編入     | 平成22年3月21日 近江八幡市    | 近江八幡市 |
| 西宿村           | 西宿村         | 西宿村                  | 武佐村                     | 武佐村                   | 武佐村                     | 武佐村                               | 武佐村                     | 昭和33年2月1日 近江八幡市に編入     | 平成22年3月21日 近江八幡市    | 近江八幡市 |
| 御所内村         | 御所内村       | 御所内村                | 武佐村                     | 武佐村                   | 武佐村                     | 武佐村                               | 武佐村                     | 昭和33年2月1日 近江八幡市に編入     | 平成22年3月21日 近江八幡市    | 近江八幡市 |
| 友定村           | 友定村         | 友定村                  | 武佐村                     | 武佐村                   | 武佐村                     | 武佐村                               | 武佐村                     | 昭和33年2月1日 近江八幡市に編入     | 平成22年3月21日 近江八幡市    | 近江八幡市 |
| 西生来村         | 西生来村       | 西生来村                | 武佐村                     | 武佐村                   | 武佐村                     | 武佐村                               | 武佐村                     | 昭和33年2月1日 近江八幡市に編入     | 平成22年3月21日 近江八幡市    | 近江八幡市 |
| 西生来村         | 西生来村       | 明治8年 分立 南野村     | 武佐村                     | 武佐村                   | 武佐村                     | 武佐村                               | 武佐村                     | 昭和33年2月1日 近江八幡市に編入     | 平成22年3月21日 近江八幡市    | 近江八幡市 |
| 野田村           | 野田村         | 野田村                  | 武佐村                     | 武佐村                   | 武佐村                     | 武佐村                               | 武佐村                     | 昭和33年2月1日 近江八幡市に編入     | 平成22年3月21日 近江八幡市    | 近江八幡市 |
| 八幡新田         | 八幡新田       | 明治7年 常楽寺村        | 安土村                     | 安土村                   | 安土村                     | 安土村                               | 昭和29年4月1日 安土町      | 安土町                              | 平成22年3月21日 近江八幡市    | 近江八幡市 |
| 常楽寺村         | 一部を除く     | 明治7年 常楽寺村        | 安土村                     | 安土村                   | 安土村                     | 安土村                               | 昭和29年4月1日 安土町      | 安土町                              | 平成22年3月21日 近江八幡市    | 近江八幡市 |
| 常楽寺村         | 一部           | 明治7年 分立 上出村     | 安土村                     | 安土村                   | 安土村                     | 安土村                               | 昭和29年4月1日 安土町      | 安土町                              | 平成22年3月21日 近江八幡市    | 近江八幡市 |
| 中屋村           | 中屋村         | 中屋村                  | 安土村                     | 安土村                   | 安土村                     | 安土村                               | 昭和29年4月1日 安土町      | 安土町                              | 平成22年3月21日 近江八幡市    | 近江八幡市 |
| 慈恩寺村         | 慈恩寺村       | 慈恩寺村                | 安土村                     | 安土村                   | 安土村                     | 安土村                               | 昭和29年4月1日 安土町      | 安土町                              | 平成22年3月21日 近江八幡市    | 近江八幡市 |
| 香庄村           | 香庄村         | 香庄村                  | 安土村                     | 安土村                   | 安土村                     | 安土村                               | 昭和29年4月1日 安土町      | 安土町                              | 平成22年3月21日 近江八幡市    | 近江八幡市 |
| 小中村           | 小中村         | 小中村                  | 安土村                     | 安土村                   | 安土村                     | 安土村                               | 昭和29年4月1日 安土町      | 安土町                              | 平成22年3月21日 近江八幡市    | 近江八幡市 |
| 上豊浦村         | 上豊浦村       | 上豊浦村                | 安土村                     | 安土村                   | 安土村                     | 安土村                               | 昭和29年4月1日 安土町      | 安土町                              | 平成22年3月21日 近江八幡市    | 近江八幡市 |
| 桑実寺村         | 一部を除く     | 桑実寺村                | 安土村                     | 安土村                   | 安土村                     | 安土村                               | 昭和29年4月1日 安土町      | 安土町                              | 平成22年3月21日 近江八幡市    | 近江八幡市 |
| 桑実寺村         | 一部           | 明治12年 分立 宮津村    | 安土村                     | 安土村                   | 安土村                     | 安土村                               | 昭和29年4月1日 安土町      | 安土町                              | 平成22年3月21日 近江八幡市    | 近江八幡市 |
| 下豊浦村         | 下豊浦村       | 下豊浦村                | 安土村                     | 安土村                   | 安土村                     | 安土村                               | 昭和29年4月1日 安土町      | 安土町                              | 平成22年3月21日 近江八幡市    | 近江八幡市 |
| 石寺村           | 石寺村         | 石寺村                  | 老蘇村                     | 老蘇村                   | 老蘇村                     | 老蘇村                               | 昭和29年4月1日 安土町      | 安土町                              | 平成22年3月21日 近江八幡市    | 近江八幡市 |
| 内野村           | 内野村         | 内野村                  | 老蘇村                     | 老蘇村                   | 老蘇村                     | 老蘇村                               | 昭和29年4月1日 安土町      | 安土町                              | 平成22年3月21日 近江八幡市    | 近江八幡市 |
| 東老蘇村         | 東老蘇村       | 東老蘇村                | 老蘇村                     | 老蘇村                   | 老蘇村                     | 老蘇村                               | 昭和29年4月1日 安土町      | 安土町                              | 平成22年3月21日 近江八幡市    | 近江八幡市 |
| 西老蘇村         | 西老蘇村       | 西老蘇村                | 老蘇村                     | 老蘇村                   | 老蘇村                     | 老蘇村                               | 昭和29年4月1日 安土町      | 安土町                              | 平成22年3月21日 近江八幡市    | 近江八幡市 |
| 清水鼻村         | 清水鼻村       | 清水鼻村                | 老蘇村                     | 老蘇村                   | 老蘇村                     | 老蘇村                               | 昭和29年4月1日 安土町      | 昭和30年1月1日 神崎郡五個荘町の一部 | 平成17年2月11日 東近江市      | 東近江市   |
| 金屋村           | 金屋村         | 金屋村                  | 神崎郡 八日市町 の一部     | 神崎郡八日市町の一部     | 神崎郡八日市町の一部       | 昭和29年3月21日 神崎郡八日市町の一部 | 昭和29年8月15日 八日市市   | 八日市市                            | 平成17年2月11日 東近江市      | 東近江市   |
| 小脇村           | 一部           | 小脇村                  | 神崎郡 八日市町 の一部     | 神崎郡八日市町の一部     | 神崎郡八日市町の一部       | 昭和29年3月21日 神崎郡八日市町の一部 | 昭和29年8月15日 八日市市   | 八日市市                            | 平成17年2月11日 東近江市      | 東近江市   |
| 小脇村           | 一部を除く     | 小脇村                  | 中野村                     | 中野村                   | 中野村                     | 昭和29年3月21日 神崎郡八日市町の一部 | 昭和29年8月15日 八日市市   | 八日市市                            | 平成17年2月11日 東近江市      | 東近江市   |
| 中野村           | 中野村         | 中野村                  | 中野村                     | 中野村                   | 中野村                     | 昭和29年3月21日 神崎郡八日市町の一部 | 昭和29年8月15日 八日市市   | 八日市市                            | 平成17年2月11日 東近江市      | 東近江市   |
| 今在家村         | 今在家村       | 明治7年 改称 今崎村     | 中野村                     | 中野村                   | 中野村                     | 昭和29年3月21日 神崎郡八日市町の一部 | 昭和29年8月15日 八日市市   | 八日市市                            | 平成17年2月11日 東近江市      | 東近江市   |
| 今堀村           | 今堀村         | 今堀村                  | 中野村                     | 中野村                   | 中野村                     | 昭和29年3月21日 神崎郡八日市町の一部 | 昭和29年8月15日 八日市市   | 八日市市                            | 平成17年2月11日 東近江市      | 東近江市   |
| 小今在家村       | 小今在家村     | 明治7年 改称 小今村     | 中野村                     | 中野村                   | 中野村                     | 昭和29年3月21日 神崎郡八日市町の一部 | 昭和29年8月15日 八日市市   | 八日市市                            | 平成17年2月11日 東近江市      | 東近江市   |
| 東古保志塚村     | 東古保志塚村   | 明治7年 市辺村          | 市辺村                     | 市辺村                   | 市辺村                     | 市辺村                               | 昭和29年8月15日 八日市市   | 八日市市                            | 平成17年2月11日 東近江市      | 東近江市   |
| 西古保志塚村     |                | 明治7年 市辺村          | 市辺村                     | 市辺村                   | 市辺村                     | 市辺村                               | 昭和29年8月15日 八日市市   | 八日市市                            | 平成17年2月11日 東近江市      | 東近江市   |
| 糠塚村           | 糠塚村         | 糠塚村                  | 市辺村                     | 市辺村                   | 市辺村                     | 市辺村                               | 昭和29年8月15日 八日市市   | 八日市市                            | 平成17年2月11日 東近江市      | 東近江市   |
| 三津屋村         | 三津屋村       | 三津屋村                | 市辺村                     | 市辺村                   | 市辺村                     | 市辺村                               | 昭和29年8月15日 八日市市   | 八日市市                            | 平成17年2月11日 東近江市      | 東近江市   |
| 布施村           | 布施村         | 布施村                  | 市辺村                     | 市辺村                   | 市辺村                     | 市辺村                               | 昭和29年8月15日 八日市市   | 八日市市                            | 平成17年2月11日 東近江市      | 東近江市   |
| 蛇溝村           | 蛇溝村         | 蛇溝村                  | 市辺村                     | 市辺村                   | 市辺村                     | 市辺村                               | 昭和29年8月15日 八日市市   | 八日市市                            | 平成17年2月11日 東近江市      | 東近江市   |
| 芝原村           | 芝原村         | 芝原村                  | 玉緒村                     | 玉緒村                   | 玉緒村                     | 玉緒村                               | 昭和29年8月15日 八日市市   | 八日市市                            | 平成17年2月11日 東近江市      | 東近江市   |
| 南村             | 南村           | 明治7年 改称 柴原南村   | 玉緒村                     | 玉緒村                   | 玉緒村                     | 玉緒村                               | 昭和29年8月15日 八日市市   | 八日市市                            | 平成17年2月11日 東近江市      | 東近江市   |
| 下二俣村         | 下二俣村       | 下二俣村                | 玉緒村                     | 玉緒村                   | 玉緒村                     | 玉緒村                               | 昭和29年8月15日 八日市市   | 八日市市                            | 平成17年2月11日 東近江市      | 東近江市   |
| 尻無村           | 尻無村         | 尻無村                  | 玉緒村                     | 玉緒村                   | 玉緒村                     | 玉緒村                               | 昭和29年8月15日 八日市市   | 八日市市                            | 平成17年2月11日 東近江市      | 東近江市   |
| 下大森村         | 下大森村       | 下大森村                | 玉緒村                     | 玉緒村                   | 玉緒村                     | 玉緒村                               | 昭和29年8月15日 八日市市   | 八日市市                            | 平成17年2月11日 東近江市      | 東近江市   |
| 上大森村         | 上大森村       | 上大森村                | 玉緒村                     | 玉緒村                   | 玉緒村                     | 玉緒村                               | 昭和29年8月15日 八日市市   | 八日市市                            | 平成17年2月11日 東近江市      | 東近江市   |
| 土器村           | 土器村         | 土器村                  | 玉緒村                     | 玉緒村                   | 玉緒村                     | 玉緒村                               | 昭和29年8月15日 八日市市   | 八日市市                            | 平成17年2月11日 東近江市      | 東近江市   |
| 瓜生津村         | 瓜生津村       | 瓜生津村                | 玉緒村                     | 玉緒村                   | 玉緒村                     | 玉緒村                               | 昭和29年8月15日 八日市市   | 八日市市                            | 平成17年2月11日 東近江市      | 東近江市   |
| 上平木村         | 上平木村       | 上平木村                | 平田村                     | 平田村                   | 平田村                     | 平田村                               | 昭和29年8月15日 八日市市   | 八日市市                            | 平成17年2月11日 東近江市      | 東近江市   |
| 下平木村         | 下平木村       | 下平木村                | 平田村                     | 平田村                   | 平田村                     | 平田村                               | 昭和29年8月15日 八日市市   | 八日市市                            | 平成17年2月11日 東近江市      | 東近江市   |
| 柏木村           | 柏木村         | 柏木村                  | 平田村                     | 平田村                   | 平田村                     | 平田村                               | 昭和29年8月15日 八日市市   | 八日市市                            | 平成17年2月11日 東近江市      | 東近江市   |
| 下羽田村         | 下羽田村       | 下羽田村                | 平田村                     | 平田村                   | 平田村                     | 平田村                               | 昭和29年8月15日 八日市市   | 八日市市                            | 平成17年2月11日 東近江市      | 東近江市   |
| 中羽田村         | 中羽田村       | 中羽田村                | 平田村                     | 平田村                   | 平田村                     | 平田村                               | 昭和29年8月15日 八日市市   | 八日市市                            | 平成17年2月11日 東近江市      | 東近江市   |
| 上羽田村         | 上羽田村       | 上羽田村                | 平田村                     | 平田村                   | 平田村                     | 平田村                               | 昭和29年8月15日 八日市市   | 八日市市                            | 平成17年2月11日 東近江市      | 東近江市   |
| 甲津畑村         | 甲津畑村       | 甲津畑村                | 市原村                     | 市原村                   | 市原村                     | 市原村                               | 市原村                     | 昭和30年4月1日 神崎郡永源寺町の一部 | 平成17年2月11日 東近江市      | 東近江市   |
| 池之脇村         | 池之脇村       | 池之脇村                | 市原村                     | 市原村                   | 市原村                     | 市原村                               | 市原村                     | 昭和30年4月1日 神崎郡永源寺町の一部 | 平成17年2月11日 東近江市      | 東近江市   |
| 上二俣村         | 上二俣村       | 上二俣村                | 市原村                     | 市原村                   | 市原村                     | 市原村                               | 市原村                     | 昭和30年4月1日 神崎郡永源寺町の一部 | 平成17年2月11日 東近江市      | 東近江市   |
| 高木村           | 高木村         | 高木村                  | 市原村                     | 市原村                   | 市原村                     | 市原村                               | 市原村                     | 昭和30年4月1日 神崎郡永源寺町の一部 | 平成17年2月11日 東近江市      | 東近江市   |
| 市原野村         | 市原野村       | 市原野村                | 市原村                     | 市原村                   | 市原村                     | 市原村                               | 市原村                     | 昭和30年4月1日 神崎郡永源寺町の一部 | 平成17年2月11日 東近江市      | 東近江市   |
| 新出村           | 新出村         | 新出村                  | 市原村                     | 市原村                   | 市原村                     | 市原村                               | 市原村                     | 昭和30年4月1日 神崎郡永源寺町の一部 | 平成17年2月11日 東近江市      | 東近江市   |
| 一式村           | 一式村         | 一式村                  | 市原村                     | 市原村                   | 市原村                     | 市原村                               | 市原村                     | 昭和30年4月1日 神崎郡永源寺町の一部 | 平成17年2月11日 東近江市      | 東近江市   |
| 石谷村           | 石谷村         | 石谷村                  | 市原村                     | 市原村                   | 市原村                     | 市原村                               | 市原村                     | 昭和30年4月1日 神崎郡永源寺町の一部 | 平成17年2月11日 東近江市      | 東近江市   |
| 川合村           | 川合村         | 川合村                  | 桜川村                     | 桜川村                   | 桜川村                     | 桜川村                               | 桜川村                     | 昭和30年4月1日 蒲生町               | 平成18年1月1日 東近江市に編入 | 東近江市   |
| 木村             | 木村           | 木村                    | 桜川村                     | 桜川村                   | 桜川村                     | 桜川村                               | 桜川村                     | 昭和30年4月1日 蒲生町               | 平成18年1月1日 東近江市に編入 | 東近江市   |
| 稲垂村           | 稲垂村         | 稲垂村                  | 桜川村                     | 桜川村                   | 桜川村                     | 桜川村                               | 桜川村                     | 昭和30年4月1日 蒲生町               | 平成18年1月1日 東近江市に編入 | 東近江市   |
| 下小房村         | 下小房村       | 下小房村                | 桜川村                     | 桜川村                   | 桜川村                     | 桜川村                               | 桜川村                     | 昭和30年4月1日 蒲生町               | 平成18年1月1日 東近江市に編入 | 東近江市   |
| 上小房村         | 上小房村       | 上小房村                | 桜川村                     | 桜川村                   | 桜川村                     | 桜川村                               | 桜川村                     | 昭和30年4月1日 蒲生町               | 平成18年1月1日 東近江市に編入 | 東近江市   |
| 寺村             | 寺村           | 寺村                    | 桜川村                     | 桜川村                   | 桜川村                     | 桜川村                               | 桜川村                     | 昭和30年4月1日 蒲生町               | 平成18年1月1日 東近江市に編入 | 東近江市   |
| 綺田村           | 綺田村         | 綺田村                  | 桜川村                     | 桜川村                   | 桜川村                     | 桜川村                               | 桜川村                     | 昭和30年4月1日 蒲生町               | 平成18年1月1日 東近江市に編入 | 東近江市   |
| 平林村           | 平林村         | 平林村                  | 桜川村                     | 桜川村                   | 桜川村                     | 桜川村                               | 桜川村                     | 昭和30年4月1日 蒲生町               | 平成18年1月1日 東近江市に編入 | 東近江市   |
| 石塔村           | 石塔村         | 石塔村                  | 桜川村                     | 桜川村                   | 桜川村                     | 桜川村                               | 桜川村                     | 昭和30年4月1日 蒲生町               | 平成18年1月1日 東近江市に編入 | 東近江市   |
| 市子沖村         | 市子沖村       | 市子沖村                | 朝日野村                   | 朝日野村                 | 朝日野村                   | 朝日野村                             | 朝日野村                   | 昭和30年4月1日 蒲生町               | 平成18年1月1日 東近江市に編入 | 東近江市   |
| 市子松井村       | 市子松井村     | 市子松井村              | 朝日野村                   | 朝日野村                 | 朝日野村                   | 朝日野村                             | 朝日野村                   | 昭和30年4月1日 蒲生町               | 平成18年1月1日 東近江市に編入 | 東近江市   |
| 市子川原村       | 市子川原村     | 市子川原村              | 朝日野村                   | 朝日野村                 | 朝日野村                   | 朝日野村                             | 朝日野村                   | 昭和30年4月1日 蒲生町               | 平成18年1月1日 東近江市に編入 | 東近江市   |
| 市子殿村         | 市子殿村       | 市子殿村                | 朝日野村                   | 朝日野村                 | 朝日野村                   | 朝日野村                             | 朝日野村                   | 昭和30年4月1日 蒲生町               | 平成18年1月1日 東近江市に編入 | 東近江市   |
| 上南村           | 上南村         | 上南村                  | 朝日野村                   | 朝日野村                 | 朝日野村                   | 朝日野村                             | 朝日野村                   | 昭和30年4月1日 蒲生町               | 平成18年1月1日 東近江市に編入 | 東近江市   |
| 新堂村           | 新堂村         | 明治7年 合戸村          | 朝日野村                   | 朝日野村                 | 朝日野村                   | 朝日野村                             | 朝日野村                   | 昭和30年4月1日 蒲生町               | 平成18年1月1日 東近江市に編入 | 東近江市   |
| 下南村           |                | 明治7年 合戸村          | 朝日野村                   | 朝日野村                 | 朝日野村                   | 朝日野村                             | 朝日野村                   | 昭和30年4月1日 蒲生町               | 平成18年1月1日 東近江市に編入 | 東近江市   |
| 横山村           | 横山村         | 横山村                  | 朝日野村                   | 朝日野村                 | 朝日野村                   | 朝日野村                             | 朝日野村                   | 昭和30年4月1日 蒲生町               | 平成18年1月1日 東近江市に編入 | 東近江市   |
| 葛巻村           | 葛巻村         | 葛巻村                  | 朝日野村                   | 朝日野村                 | 朝日野村                   | 朝日野村                             | 朝日野村                   | 昭和30年4月1日 蒲生町               | 平成18年1月1日 東近江市に編入 | 東近江市   |
| 宮井村           | 宮井村         | 宮井村                  | 朝日野村                   | 朝日野村                 | 朝日野村                   | 朝日野村                             | 朝日野村                   | 昭和30年4月1日 蒲生町               | 平成18年1月1日 東近江市に編入 | 東近江市   |
| 外原村           | 外原村         | 外原村                  | 朝日野村                   | 朝日野村                 | 朝日野村                   | 朝日野村                             | 朝日野村                   | 昭和30年4月1日 蒲生町               | 平成18年1月1日 東近江市に編入 | 東近江市   |
| 宮川村           | 宮川村         | 宮川村                  | 朝日野村                   | 朝日野村                 | 朝日野村                   | 朝日野村                             | 朝日野村                   | 昭和30年4月1日 蒲生町               | 平成18年1月1日 東近江市に編入 | 東近江市   |
| 蒲生堂村         | 蒲生堂村       | 蒲生堂村                | 朝日野村                   | 朝日野村                 | 朝日野村                   | 朝日野村                             | 朝日野村                   | 昭和30年4月1日 蒲生町               | 平成18年1月1日 東近江市に編入 | 東近江市   |
| 鈴村             | 鈴村           | 鈴村                    | 朝日野村                   | 朝日野村                 | 朝日野村                   | 朝日野村                             | 朝日野村                   | 昭和30年4月1日 蒲生町               | 平成18年1月1日 東近江市に編入 | 東近江市   |
| 大森村           | 大森村         | 大森村                  | 朝日野村                   | 朝日野村                 | 朝日野村                   | 朝日野村                             | 朝日野村                   | 昭和30年4月1日 蒲生町               | 平成18年1月1日 東近江市に編入 | 東近江市   |
| 田井村           | 田井村         | 田井村                  | 朝日野村                   | 朝日野村                 | 朝日野村                   | 朝日野村                             | 朝日野村                   | 昭和30年4月1日 蒲生町               | 平成18年1月1日 東近江市に編入 | 東近江市   |
| 大塚村           | 大塚村         | 大塚村                  | 朝日野村                   | 朝日野村                 | 朝日野村                   | 朝日野村                             | 朝日野村                   | 昭和30年4月1日 蒲生町               | 平成18年1月1日 東近江市に編入 | 東近江市   |
| 下麻生村         | 下麻生村       | 下麻生村                | 朝日野村                   | 朝日野村                 | 朝日野村                   | 朝日野村                             | 朝日野村                   | 昭和30年4月1日 蒲生町               | 平成18年1月1日 東近江市に編入 | 東近江市   |
| 上麻生村         | 上麻生村       | 上麻生村                | 朝日野村                   | 朝日野村                 | 朝日野村                   | 朝日野村                             | 朝日野村                   | 昭和30年4月1日 蒲生町               | 平成18年1月1日 東近江市に編入 | 東近江市   |
| 岡本村           | 岡本村         | 岡本村                  | 朝日野村                   | 朝日野村                 | 朝日野村                   | 朝日野村                             | 朝日野村                   | 昭和30年4月1日 蒲生町               | 平成18年1月1日 東近江市に編入 | 東近江市   |
| 鋳物師村         | 鋳物師村       | 鋳物師村                | 朝日野村                   | 朝日野村                 | 朝日野村                   | 朝日野村                             | 朝日野村                   | 昭和30年4月1日 蒲生町               | 平成18年1月1日 東近江市に編入 | 東近江市   |
| 山中村           | 山中村         | 山中村                  | 鏡山村                     | 鏡山村                   | 鏡山村                     | 鏡山村                               | 鏡山村                     | 昭和30年4月29日 竜王町              | 竜王町                        | 竜王町     |
| 岡屋村           | 岡屋村         | 岡屋村                  | 鏡山村                     | 鏡山村                   | 鏡山村                     | 鏡山村                               | 鏡山村                     | 昭和30年4月29日 竜王町              | 竜王町                        | 竜王町     |
| 小口村           | 小口村         | 小口村                  | 鏡山村                     | 鏡山村                   | 鏡山村                     | 鏡山村                               | 鏡山村                     | 昭和30年4月29日 竜王町              | 竜王町                        | 竜王町     |
| 薬師村           | 薬師村         | 薬師村                  | 鏡山村                     | 鏡山村                   | 鏡山村                     | 鏡山村                               | 鏡山村                     | 昭和30年4月29日 竜王町              | 竜王町                        | 竜王町     |
| 七里村           | 七里村         | 七里村                  | 鏡山村                     | 鏡山村                   | 鏡山村                     | 鏡山村                               | 鏡山村                     | 昭和30年4月29日 竜王町              | 竜王町                        | 竜王町     |
| 鵜川村           | 鵜川村         | 鵜川村                  | 鏡山村                     | 鏡山村                   | 鏡山村                     | 鏡山村                               | 鏡山村                     | 昭和30年4月29日 竜王町              | 竜王町                        | 竜王町     |
| 橋本村           | 橋本村         | 橋本村                  | 鏡山村                     | 鏡山村                   | 鏡山村                     | 鏡山村                               | 鏡山村                     | 昭和30年4月29日 竜王町              | 竜王町                        | 竜王町     |
| 川上村           | 川上村         | 川上村                  | 鏡山村                     | 鏡山村                   | 鏡山村                     | 鏡山村                               | 鏡山村                     | 昭和30年4月29日 竜王町              | 竜王町                        | 竜王町     |
| 弓削村           | 弓削村         | 弓削村                  | 鏡山村                     | 鏡山村                   | 鏡山村                     | 鏡山村                               | 鏡山村                     | 昭和30年4月29日 竜王町              | 竜王町                        | 竜王町     |
| 須恵村           | 須恵村         | 須恵村                  | 鏡山村                     | 鏡山村                   | 鏡山村                     | 鏡山村                               | 鏡山村                     | 昭和30年4月29日 竜王町              | 竜王町                        | 竜王町     |
| 西川村           | 西川村         | 西川村                  | 鏡山村                     | 鏡山村                   | 鏡山村                     | 鏡山村                               | 鏡山村                     | 昭和30年4月29日 竜王町              | 竜王町                        | 竜王町     |
| 西横関村         | 西横関村       | 西横関村                | 鏡山村                     | 鏡山村                   | 鏡山村                     | 鏡山村                               | 鏡山村                     | 昭和30年4月29日 竜王町              | 竜王町                        | 竜王町     |
| 鏡村             | 鏡村           | 鏡村                    | 鏡山村                     | 鏡山村                   | 鏡山村                     | 鏡山村                               | 鏡山村                     | 昭和30年4月29日 竜王町              | 竜王町                        | 竜王町     |
| 山面村           | 山面村         | 山面村                  | 鏡山村                     | 鏡山村                   | 鏡山村                     | 鏡山村                               | 鏡山村                     | 昭和30年4月29日 竜王町              | 竜王町                        | 竜王町     |
| 山之上村         | 山之上村       | 山之上村                | 苗村                       | 苗村                     | 苗村                       | 苗村                                 | 苗村                       | 昭和30年4月29日 竜王町              | 竜王町                        | 竜王町     |
| 岩井村           | 岩井村         | 岩井村                  | 苗村                       | 苗村                     | 苗村                       | 苗村                                 | 苗村                       | 昭和30年4月29日 竜王町              | 竜王町                        | 竜王町     |
| 川守村           | 川守村         | 川守村                  | 苗村                       | 苗村                     | 苗村                       | 苗村                                 | 苗村                       | 昭和30年4月29日 竜王町              | 竜王町                        | 竜王町     |
| 林村             | 林村           | 林村                    | 苗村                       | 苗村                     | 苗村                       | 苗村                                 | 苗村                       | 昭和30年4月29日 竜王町              | 竜王町                        | 竜王町     |
| 庄村             | 庄村           | 庄村                    | 苗村                       | 苗村                     | 苗村                       | 苗村                                 | 苗村                       | 昭和30年4月29日 竜王町              | 竜王町                        | 竜王町     |
| 信濃村           | 信濃村         | 信濃村                  | 苗村                       | 苗村                     | 苗村                       | 苗村                                 | 苗村                       | 昭和30年4月29日 竜王町              | 竜王町                        | 竜王町     |
| 駕輿丁村         | 駕輿丁村       | 駕輿丁村                | 苗村                       | 苗村                     | 苗村                       | 苗村                                 | 苗村                       | 昭和30年4月29日 竜王町              | 竜王町                        | 竜王町     |
| 島村             | 島村           | 島村                    | 苗村                       | 苗村                     | 苗村                       | 苗村                                 | 苗村                       | 昭和30年4月29日 竜王町              | 竜王町                        | 竜王町     |
| 綾戸村           | 綾戸村         | 綾戸村                  | 苗村                       | 苗村                     | 苗村                       | 苗村                                 | 苗村                       | 昭和30年4月29日 竜王町              | 竜王町                        | 竜王町     |
| 田中村           | 田中村         | 田中村                  | 苗村                       | 苗村                     | 苗村                       | 苗村                                 | 苗村                       | 昭和30年4月29日 竜王町              | 竜王町                        | 竜王町     |
| 大窪町           | 大窪町         | 大窪町                  | 日野町                     | 日野町                   | 日野町                     | 日野町                               | 日野町                     | 昭和30年3月16日 日野町              | 日野町                        | 日野町     |
| 村井町           | 村井町         | 村井町                  | 日野町                     | 日野町                   | 日野町                     | 日野町                               | 日野町                     | 昭和30年3月16日 日野町              | 日野町                        | 日野町     |
| 松尾町           | 松尾町         | 明治8年 松尾町          | 日野町                     | 日野町                   | 日野町                     | 日野町                               | 日野町                     | 昭和30年3月16日 日野町              | 日野町                        | 日野町     |
| 松尾山村         |                | 明治8年 松尾町          | 日野町                     | 日野町                   | 日野町                     | 日野町                               | 日野町                     | 昭和30年3月16日 日野町              | 日野町                        | 日野町     |
| 大谷村           | 大谷村         | 大谷村                  | 日野町                     | 日野町                   | 日野町                     | 日野町                               | 日野町                     | 昭和30年3月16日 日野町              | 日野町                        | 日野町     |
| 上野田村         | 上野田村       | 上野田村                | 日野町                     | 日野町                   | 日野町                     | 日野町                               | 日野町                     | 昭和30年3月16日 日野町              | 日野町                        | 日野町     |
| 野田村           | 野田村         | 明治7年 改称 日田村     | 日野町                     | 日野町                   | 日野町                     | 日野町                               | 日野町                     | 昭和30年3月16日 日野町              | 日野町                        | 日野町     |
| 木津村           | 木津村         | 木津村                  | 日野町                     | 日野町                   | 日野町                     | 日野町                               | 日野町                     | 昭和30年3月16日 日野町              | 日野町                        | 日野町     |
| 河原村           | 河原村         | 明治7年 改称 日野河原村 | 日野町                     | 日野町                   | 日野町                     | 日野町                               | 日野町                     | 昭和30年3月16日 日野町              | 日野町                        | 日野町     |
| 小井口村         | 小井口村       | 小井口村                | 日野町                     | 日野町                   | 日野町                     | 日野町                               | 日野町                     | 昭和30年3月16日 日野町              | 日野町                        | 日野町     |
| 寺尻村           | 寺尻村         | 寺尻村                  | 日野町                     | 日野町                   | 日野町                     | 日野町                               | 日野町                     | 昭和30年3月16日 日野町              | 日野町                        | 日野町     |
| 鎌掛村           | 鎌掛村         | 鎌掛村                  | 鎌掛村                     | 鎌掛村                   | 鎌掛村                     | 鎌掛村                               | 鎌掛村                     | 昭和30年3月16日 日野町              | 日野町                        | 日野町     |
| 西大路村         | 西大路村       | 西大路村                | 西大路村                   | 西大路村                 | 西大路村                   | 西大路村                             | 西大路村                   | 昭和30年3月16日 日野町              | 日野町                        | 日野町     |
| 仁本木村         | 仁本木村       | 仁本木村                | 西大路村                   | 西大路村                 | 西大路村                   | 西大路村                             | 西大路村                   | 昭和30年3月16日 日野町              | 日野町                        | 日野町     |
| 音羽村           | 音羽村         | 音羽村                  | 西大路村                   | 西大路村                 | 西大路村                   | 西大路村                             | 西大路村                   | 昭和30年3月16日 日野町              | 日野町                        | 日野町     |
| 北畑村           | 北畑村         | 北畑村                  | 西大路村                   | 西大路村                 | 西大路村                   | 西大路村                             | 西大路村                   | 昭和30年3月16日 日野町              | 日野町                        | 日野町     |
| 西明寺村         | 西明寺村       | 西明寺村                | 西大路村                   | 西大路村                 | 西大路村                   | 西大路村                             | 西大路村                   | 昭和30年3月16日 日野町              | 日野町                        | 日野町     |
| 北蔵王村         | 北蔵王村       | 北蔵王村                | 西大路村                   | 西大路村                 | 西大路村                   | 西大路村                             | 西大路村                   | 昭和30年3月16日 日野町              | 日野町                        | 日野町     |
| 南蔵王村         | 南蔵王村       | 南蔵王村                | 西大路村                   | 西大路村                 | 西大路村                   | 西大路村                             | 西大路村                   | 昭和30年3月16日 日野町              | 日野町                        | 日野町     |
| 平子村           | 平子村         | 平子村                  | 西大路村                   | 西大路村                 | 西大路村                   | 西大路村                             | 西大路村                   | 昭和30年3月16日 日野町              | 日野町                        | 日野町     |
| 熊野村           | 熊野村         | 熊野村                  | 西大路村                   | 西大路村                 | 西大路村                   | 西大路村                             | 西大路村                   | 昭和30年3月16日 日野町              | 日野町                        | 日野町     |
| 原村             | 原村           | 原村                    | 桜谷村                     | 明治27年5月12日 東桜谷村 | 東桜谷村                   | 東桜谷村                             | 東桜谷村                   | 昭和30年3月16日 日野町              | 日野町                        | 日野町     |
| 川原村           | 川原村         | 川原村                  | 桜谷村                     | 明治27年5月12日 東桜谷村 | 東桜谷村                   | 東桜谷村                             | 東桜谷村                   | 昭和30年3月16日 日野町              | 日野町                        | 日野町     |
| 林村             | 林村           | 明治7年 改称 杉村       | 桜谷村                     | 明治27年5月12日 東桜谷村 | 東桜谷村                   | 東桜谷村                             | 東桜谷村                   | 昭和30年3月16日 日野町              | 日野町                        | 日野町     |
| 庄村             | 庄村           | 明治7年 改称 杣村       | 桜谷村                     | 明治27年5月12日 東桜谷村 | 東桜谷村                   | 東桜谷村                             | 東桜谷村                   | 昭和30年3月16日 日野町              | 日野町                        | 日野町     |
| 小野村           | 小野村         | 小野村                  | 桜谷村                     | 明治27年5月12日 東桜谷村 | 東桜谷村                   | 東桜谷村                             | 東桜谷村                   | 昭和30年3月16日 日野町              | 日野町                        | 日野町     |
| 奥師村           | 奥師村         | 奥師村                  | 桜谷村                     | 明治27年5月12日 東桜谷村 | 東桜谷村                   | 東桜谷村                             | 東桜谷村                   | 昭和30年3月16日 日野町              | 日野町                        | 日野町     |
| 鳥居平村         | 鳥居平村       | 鳥居平村                | 桜谷村                     | 明治27年5月12日 東桜谷村 | 東桜谷村                   | 東桜谷村                             | 東桜谷村                   | 昭和30年3月16日 日野町              | 日野町                        | 日野町     |
| 中之郷村         | 中之郷村       | 中之郷村                | 桜谷村                     | 明治27年5月12日 東桜谷村 | 東桜谷村                   | 東桜谷村                             | 東桜谷村                   | 昭和30年3月16日 日野町              | 日野町                        | 日野町     |
| 佐久良村         | 佐久良村       | 佐久良村                | 桜谷村                     | 明治27年5月12日 東桜谷村 | 東桜谷村                   | 東桜谷村                             | 東桜谷村                   | 昭和30年3月16日 日野町              | 日野町                        | 日野町     |
| 奥之池村         | 奥之池村       | 奥之池村                | 桜谷村                     | 明治27年5月12日 東桜谷村 | 東桜谷村                   | 東桜谷村                             | 東桜谷村                   | 昭和30年3月16日 日野町              | 日野町                        | 日野町     |
| 安部居村         | 安部居村       | 安部居村                | 桜谷村                     | 明治27年5月12日 西桜谷村 | 西桜谷村                   | 西桜谷村                             | 西桜谷村                   | 昭和30年3月16日 日野町              | 日野町                        | 日野町     |
| 中在寺村         | 中在寺村       | 中在寺村                | 桜谷村                     | 明治27年5月12日 西桜谷村 | 西桜谷村                   | 西桜谷村                             | 西桜谷村                   | 昭和30年3月16日 日野町              | 日野町                        | 日野町     |
| 北脇村           | 北脇村         | 北脇村                  | 桜谷村                     | 明治27年5月12日 西桜谷村 | 西桜谷村                   | 西桜谷村                             | 西桜谷村                   | 昭和30年3月16日 日野町              | 日野町                        | 日野町     |
| 蓮花寺村         | 蓮花寺村       | 蓮花寺村                | 桜谷村                     | 明治27年5月12日 西桜谷村 | 西桜谷村                   | 西桜谷村                             | 西桜谷村                   | 昭和30年3月16日 日野町              | 日野町                        | 日野町     |
| 野出村           | 野出村         | 野出村                  | 桜谷村                     | 明治27年5月12日 西桜谷村 | 西桜谷村                   | 西桜谷村                             | 西桜谷村                   | 昭和30年3月16日 日野町              | 日野町                        | 日野町     |
| 猫田村           | 猫田村         | 猫田村                  | 北比都佐村                 | 北比都佐村               | 北比都佐村                 | 北比都佐村                           | 北比都佐村                 | 昭和30年3月16日 日野町              | 日野町                        | 日野町     |
| 十禅師村         | 十禅師村       | 十禅師村                | 北比都佐村                 | 北比都佐村               | 北比都佐村                 | 北比都佐村                           | 北比都佐村                 | 昭和30年3月16日 日野町              | 日野町                        | 日野町     |
| 内池村           | 内池村         | 内池村                  | 北比都佐村                 | 北比都佐村               | 北比都佐村                 | 北比都佐村                           | 北比都佐村                 | 昭和30年3月16日 日野町              | 日野町                        | 日野町     |
| 山本村           | 山本村         | 山本村                  | 北比都佐村                 | 北比都佐村               | 北比都佐村                 | 北比都佐村                           | 北比都佐村                 | 昭和30年3月16日 日野町              | 日野町                        | 日野町     |
| 小御門村         | 小御門村       | 小御門村                | 北比都佐村                 | 北比都佐村               | 北比都佐村                 | 北比都佐村                           | 北比都佐村                 | 昭和30年3月16日 日野町              | 日野町                        | 日野町     |
| 三十坪村         | 三十坪村       | 三十坪村                | 北比都佐村                 | 北比都佐村               | 北比都佐村                 | 北比都佐村                           | 北比都佐村                 | 昭和30年3月16日 日野町              | 日野町                        | 日野町     |
| 小谷村           | 小谷村         | 小谷村                  | 北比都佐村                 | 北比都佐村               | 北比都佐村                 | 北比都佐村                           | 北比都佐村                 | 昭和30年3月16日 日野町              | 日野町                        | 日野町     |
| 石原村           | 石原村         | 石原村                  | 北比都佐村                 | 北比都佐村               | 北比都佐村                 | 北比都佐村                           | 北比都佐村                 | 昭和30年3月16日 日野町              | 日野町                        | 日野町     |
| 増田村           | 増田村         | 増田村                  | 北比都佐村                 | 北比都佐村               | 北比都佐村                 | 北比都佐村                           | 北比都佐村                 | 昭和30年3月16日 日野町              | 日野町                        | 日野町     |
| 中山村           | 中山村         | 中山村                  | 北比都佐村                 | 北比都佐村               | 北比都佐村                 | 北比都佐村                           | 北比都佐村                 | 昭和30年3月16日 日野町              | 日野町                        | 日野町     |
| 中山村           | 中山村         | 明治9年 分立 豊田村     | 北比都佐村                 | 北比都佐村               | 北比都佐村                 | 北比都佐村                           | 北比都佐村                 | 昭和30年3月16日 日野町              | 日野町                        | 日野町     |
| 野口村           | 野口村         | 明治7年 改称 里口村     | 北比都佐村                 | 北比都佐村               | 北比都佐村                 | 北比都佐村                           | 北比都佐村                 | 昭和30年3月16日 日野町              | 日野町                        | 日野町     |
| 下迫村           | 下迫村         | 明治7年 迫村            | 南比都佐村                 | 南比都佐村               | 南比都佐村                 | 南比都佐村                           | 南比都佐村                 | 昭和30年3月16日 日野町              | 日野町                        | 日野町     |
| 上迫村           |                | 明治7年 迫村            | 南比都佐村                 | 南比都佐村               | 南比都佐村                 | 南比都佐村                           | 南比都佐村                 | 昭和30年3月16日 日野町              | 日野町                        | 日野町     |
| 清水脇村         | 清水脇村       | 明治7年 清田村          | 南比都佐村                 | 南比都佐村               | 南比都佐村                 | 南比都佐村                           | 南比都佐村                 | 昭和30年3月16日 日野町              | 日野町                        | 日野町     |
| 五反田村         |                | 明治7年 清田村          | 南比都佐村                 | 南比都佐村               | 南比都佐村                 | 南比都佐村                           | 南比都佐村                 | 昭和30年3月16日 日野町              | 日野町                        | 日野町     |
| 別所村           | 別所村         | 別所村                  | 南比都佐村                 | 南比都佐村               | 南比都佐村                 | 南比都佐村                           | 南比都佐村                 | 昭和30年3月16日 日野町              | 日野町                        | 日野町     |
| 深山口村         | 深山口村       | 深山口村                | 南比都佐村                 | 南比都佐村               | 南比都佐村                 | 南比都佐村                           | 南比都佐村                 | 昭和30年3月16日 日野町              | 日野町                        | 日野町     |
| 上駒月村         | 上駒月村       | 上駒月村                | 南比都佐村                 | 南比都佐村               | 南比都佐村                 | 南比都佐村                           | 南比都佐村                 | 昭和30年3月16日 日野町              | 日野町                        | 日野町     |
| 甲賀郡下駒月村   | 甲賀郡下駒月村 | 甲賀郡下駒月村          | 南比都佐村                 | 南比都佐村               | 南比都佐村                 | 南比都佐村                           | 南比都佐村                 | 昭和30年3月16日 日野町              | 日野町                        | 日野町     |

## 行政
歴代郡長
| 代 | 氏名     | 就任年月日                | 退任年月日                | 備考                   |
| -- | -------- | ------------------------- | ------------------------- | ---------------------- |
| 1  |          | 明治12年（1879年）5月16日 |                           |                        |
|    | 松田宗寿 | 明治26年（1893年）7月6日  |                           | 甲賀郡長も兼任         |
|    |          |                           | 大正15年（1926年）6月30日 | 郡役所廃止により、廃官 |